# Czernidłówka łodygowa
Czernidłówka łodygowa, czernidłak łodygowy (Coprinopsis friesii (Quél.) P. Karst.) – gatunek grzybów należący do rodziny kruchaweczkowatych (Psathyrellaceae).

## Systematyka
Pozycja w klasyfikacji według Index Fungorum: Coprinopsis, Psathyrellaceae, Agaricales, Agaricomycetidae, Agaricomycetes, Agaricomycotina, Basidiomycota, Fungi.
Po raz pierwszy opisał go w 1872 r. Lucien Quélet nadając mu nazwę Coprinus friesii. W 1874 r. Elias Fries przeniósł go do rodzaju Coprinus (czernidłak). W 1872 r. Peter Darbishire Orton opisał go jako Coprinus rhombisporus. W wyniku badań filogenetycznych prowadzonych na przełomie XX i XXI wieku mykolodzy ustalili, że rodzaj Coprinus jest polifiletyczny i rozbili go na kilka rodzajów. Obecną, uznaną przez Index Fungorum nazwę nadali temu gatunkowi Redhead, Vilgalys i Moncalvo w 2001 r.
Polską nazwę czernidłak łodygowy zaproponował Władysław Wojewoda w 1983 r. dla synonimu Coprinus friesii. Po przeniesieniu do rodzaju Coprinellus nazwa ta stała się niespójna z obecną nazwą naukową. W 2025 r. Komisja ds. Polskiego Nazewnictwa Grzybów Polskiego Towarzystwa Mykologicznego zarekomendowała dla rodzaju Coprinopsis nazwę czernidłówka.

## Występowanie i siedlisko
W publikacji W. Wojewody w 2003 r. podano 5 stanowisk Coprinopsis erythrocephala na terenie Polski. Według W. Wojewody częstość występowania tego gatunku i stopień zagrożenia nie są dokładniej znane. Nowsze stanowiska podaje internetowy atlas grzybów. Jest w nim zaliczony do gatunków rzadkich i wartych objęcia ochroną.
Saprotrof. Występuje w lasach i zaroślach, zwłaszcza w towarzystwie dębów. Rozwija się na martwej trawie, liściach szuwaru lub łodygach próchniejących roślin zielnych, w wilgotnych miejscach, często wczesnym latem.